# Werner Benecke
Werner Benecke (* 28. Dezember 1964 in Braunschweig) ist ein deutscher Historiker. Er ist Professor für Kultur und Geschichte Mittel- und Osteuropas an der Europa-Universität Viadrina in Frankfurt (Oder).

## Leben
Nach dem Abitur 1984 an der Ricarda-Huch-Schule Braunschweig studierte Benecke von 1986 bis 1992 Mittlere und Neuere Geschichte, Osteuropäische Geschichte und slawische Philologie an der Georg-August-Universität Göttingen. Danach war er wissenschaftlicher Mitarbeiter bei Manfred Hildermeier, wo er 1997 mit der Dissertation Die Ostgebiete der Zweiten Polnischen Republik. Staatsmacht und öffentliche Ordnung in einer Minderheitenregion 1918–1939 zum Dr. phil. promoviert wurde. Als wissenschaftlicher Assistent habilitierte er sich 2004 in Osteuropäischer Geschichte mit der Arbeit Militär, Reform und Gesellschaft im Zarenreich. Die Wehrpflicht in Russland 1874–1914.
2005 war er Lehrbeauftragter an der Technischen Universität Dresden und der Universität Leipzig. Von 2005 bis 2007 war er Lehrstuhlvertreter von Karl Schlögel an der Europa-Universität Viadrina in Frankfurt (Oder). 2006 wurde seine Habilitationsschrift mit dem Werner-Hahlweg-Preis für Militärgeschichte und Wehrwissenschaften ausgezeichnet. 2007 erhielt er einen Ruf auf die Gerd-Bucerius-Stiftungsprofessur für Kultur und Geschichte Mittel- und Osteuropas an der Kulturwissenschaftlichen Fakultät der Europa-Universität Viadrina in Frankfurt (Oder).
Er veröffentlichte Beiträge in u. a. Zeitschrift für Ostmitteleuropa-Forschung, Jahrbücher für Geschichte Osteuropas, Osteuropa, Journal of Modern European History, Dialog und Geschichte in Wissenschaft und Unterricht.

## Schriften (Auswahl)
- Die Ostgebiete der Zweiten Polnischen Republik. Staatsmacht und öffentliche Ordnung in einer Minderheitenregion 1918–1939 (= Beiträge zur Geschichte Osteuropas, Band 29). Böhlau, Köln 1999, ISBN 3-412-01199-1.
- Militär, Reform und Gesellschaft im Zarenreich. Die Wehrpflicht in Russland 1874–1914 (= Krieg in der Geschichte, Band 25). Schöningh, Paderborn 2006, ISBN 978-3-506-72980-4.
- Hrsg. mit Grzegorz Podruczny: Kunersdorf 1759. Kunowice 2009. Studien zu einer europäischen Legende. Logos Verlag, Berlin 2010, ISBN 3-8325-2504-1.